# Компанійцев Яків Володимирович
Компанієць Яків Володимирович (фр. Jacques Companéez — Жак Компаніз; 5 березня 1906, Ніжин, тепер Україна — 13 вересня 1956, Париж (16-й округ)) — французький сценарист єврейського походження, автор діалогів.

### Біографія
Яків Компанієц (Жак Компаніз) був сином єврейського емігранта з Ніжина, який втік від російської революції до Берліну. Там Яків вивчився на інженера, але за антиєврейськими законами був звільнений з посади інженера-електрика і став сценаристом німецького кіно. У 1933 році він написав сценарій до фільму Макса Мака «Tausend für eine Nacht». Після захоплення влади націонал-соціалістами він продовжує писати діалоги до фільмів під псевдонімом.  
У 1936 році змушений виїхати до Франції, де користувався великим попитом як автор розважальних фільмів, незважаючи на те, що спочатку дуже погано знав французьку мову. Після окупації Франції німцями пішов у підпілля, але продовжував писати сценарії. 
Його плідна кар'єра привела до написання 80 сценаріїв фільмів, серед яких найбільш відомий  «Золотий шолом» режисера Жака Беккера.
Батько двох доньок — режисера Ніни Компаніз та співачки Ірен Компаніз.

### Фільмографія
- 1933: Tausend für eine Nacht Макса Мака
- 1936: Мілководдя Жана Ренуара
- 1936: На службі до царя П'єр Бійон
- 1937: Опівнічний співак Лео Джоаннона
- 1937: Відкликання Марселя Л'Ерб'є
- 1937: Скандал у Galeries de René Sti
- 1937: Алібі П'єра Шеналя
- 1937: Пожежа! від Жака де Барончеллі
- 1938: Тараканова Федора Озепа
- 1938: Ностальгія Віктора Турянського
- 1938: Катя, Моріс Турнер
- 1938: Мальтійський дім П'єра Шеналя
- 1938: Гібралтар Федір Озеп
- 1938: Я був шукачем пригод Реймонда Бернарда
- 1939: «Дезертир» Леоніда Могу
- 1939: Кадри Рене Барберіса
- 1939: Підводні камені Роберта Сіодмака
- 1940: Емігрант, Лео Жоаннон
- 1940: Серенада Жана Бойє
- 1946: Безвихідь П'єра Дарда
- 1946: Ярмарок химер П'єра Шеналя
- 1947: Справжня копія Жана Древіля
- 1947: Активи месьє Венса, Еміль-Жорж де Мейст
- 1947: Віяло Еміля-Едвіна Райнерта
- 1947: Прокляті Рене Клеман
- 1947: зустрічне розслідування Жана Фора
- 1950: Полювання Френка Таттла
- 1952: Золотий шолом Жак Беккер
- 1953: Молодята, Жиль Гранжє
- 1955: Фантазія на один день П'єра Кардинала
- 1955: La Môme Pigalle Альфреда Роде
- 1955: Нагана Ерве Бромберже
- 1956: Жіночий клуб Ральфа Хабіба
- 1957: Я повернуся до Кандари від Віктора Вікаса
- 1959: Віза в пекло Альфреда Роде

### Театр
- 1945 — Сьогодні ввечері прийде друг Іван Ное та Жак Компане (режисер Жан Вол, Театр де Парі).

1. ↑  Bibliothèque nationale de France BNF: платформа відкритих даних — 2011.